# Książnica Pomorska im. Stanisława Staszica w Szczecinie
Książnica Pomorska im. Stanisława Staszica w Szczecinie – instytucja kultury Samorządu Województwa Zachodniopomorskiego, centralna biblioteka regionu Pomorza Zachodniego, wojewódzka biblioteka publiczna o statusie naukowym, jedna z największych w Polsce. Jej siedziba mieści się przy ulicy Podgórnej w Szczecinie.

## Historia
Początki Książnicy Pomorskiej sięgają roku 1905, kiedy w zaadaptowanym gmachu liceum z połowy XIX w. znalazła siedzibę nowo utworzona Biblioteka Miejska Szczecina (niem. Stadtbibliothek Stettin). Bibliotekę otwarto 3 października 1905 r. Swój rozwój zawdzięcza dr. Erwinowi Ackerknechtowi, kierującemu nią w latach 1907–1945. Jego zasługą było scalenie księgozbiorów naukowych z terenu dzisiejszego Pomorza Zachodniego. Wśród blisko 200 tys. tomów, będących zalążkiem księgozbioru Książnicy Pomorskiej, znalazły się zbiory bibliotek szkolnych, kościelnych, stowarzyszeń i kół naukowych oraz darczyńców ze Szczecina i okolic (m.in. biblioteki Szkoły im. Fryderyka Wilhelma (niem. Friedrich-Wilhelm-Schule), Muzeum Pomorskiego (niem. Pommersches Landesmuseum), bibliotek kościelnych Szczecina, szczecińskiej loży masońskiej (niem. Loge zu den drei Zirkeln) oraz Pomorskiego Towarzystwa Historyczno-Archeologicznego (niem. Die Gesellschaft für Pommersche Geschichte und Altertumskunde).
Po wybuchu II wojny światowej, w celu ochrony przed zniszczeniami, najcenniejsze zbiory rozlokowano na terenie całego Pomorza Zachodniego. W trakcie bombardowań w roku 1944 częściowo ucierpiał budynek Biblioteki.

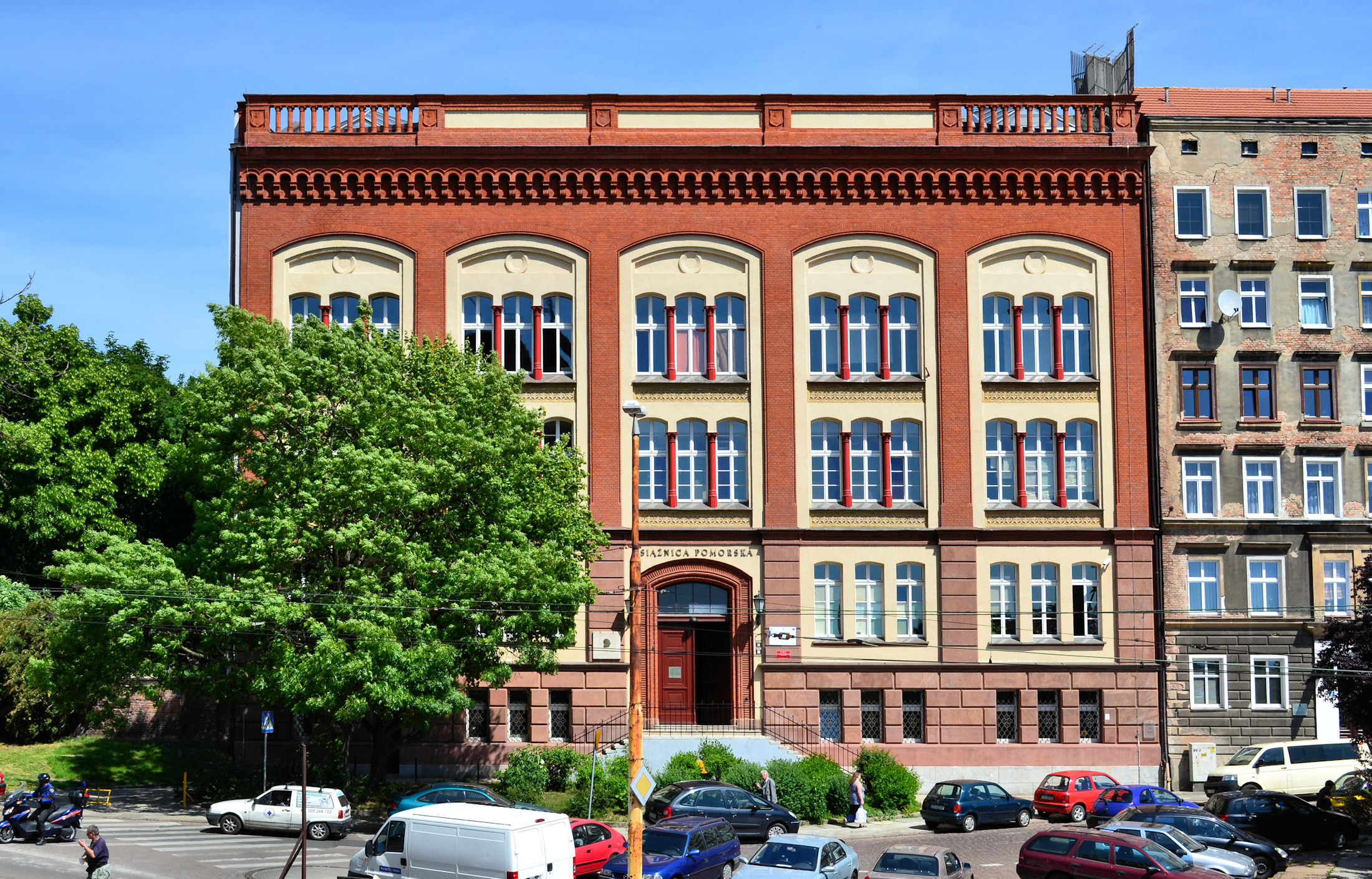
Najstarszy gmach Książnicy z II poł. XIX w.

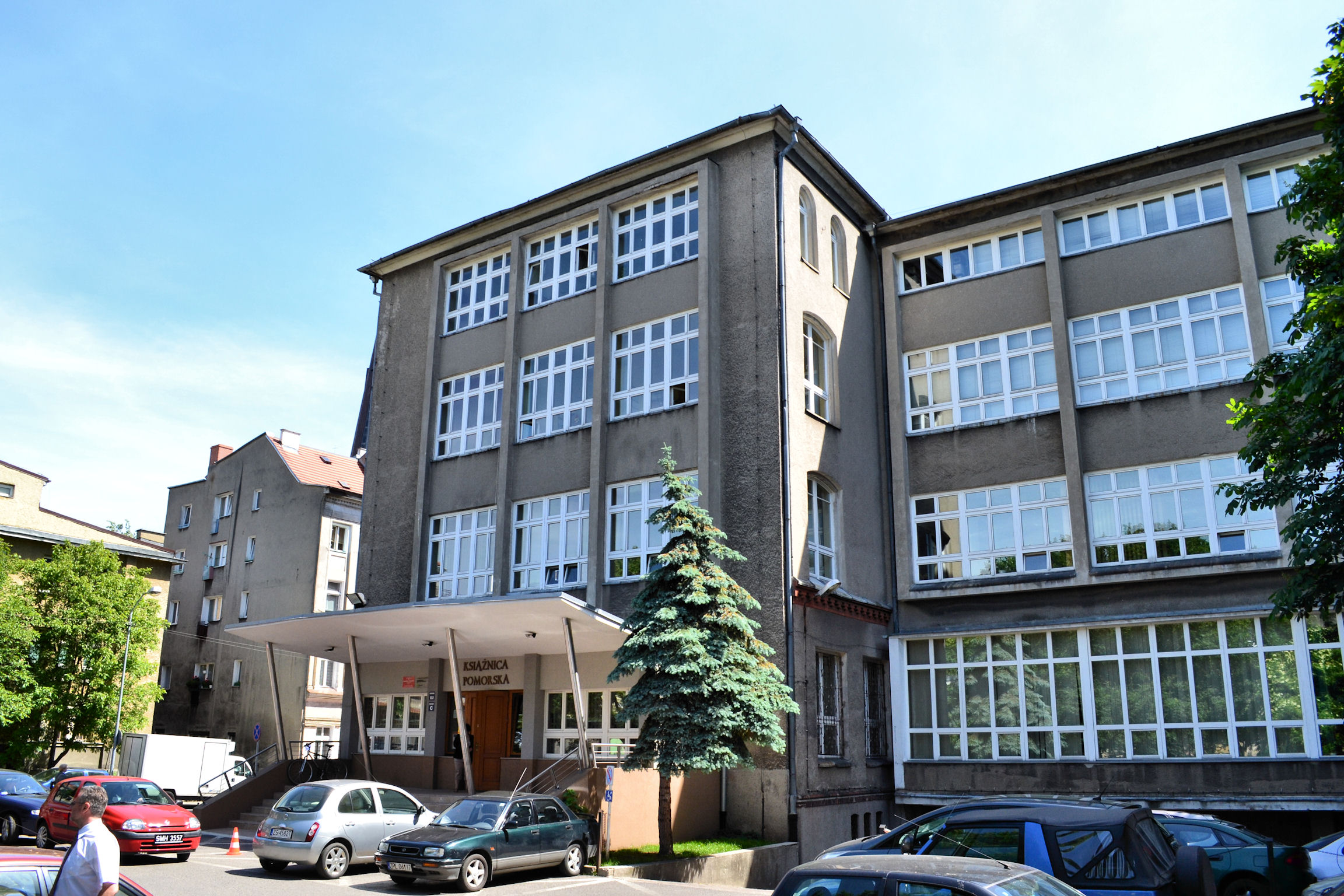
Skrzydło z lat 60. XX w.

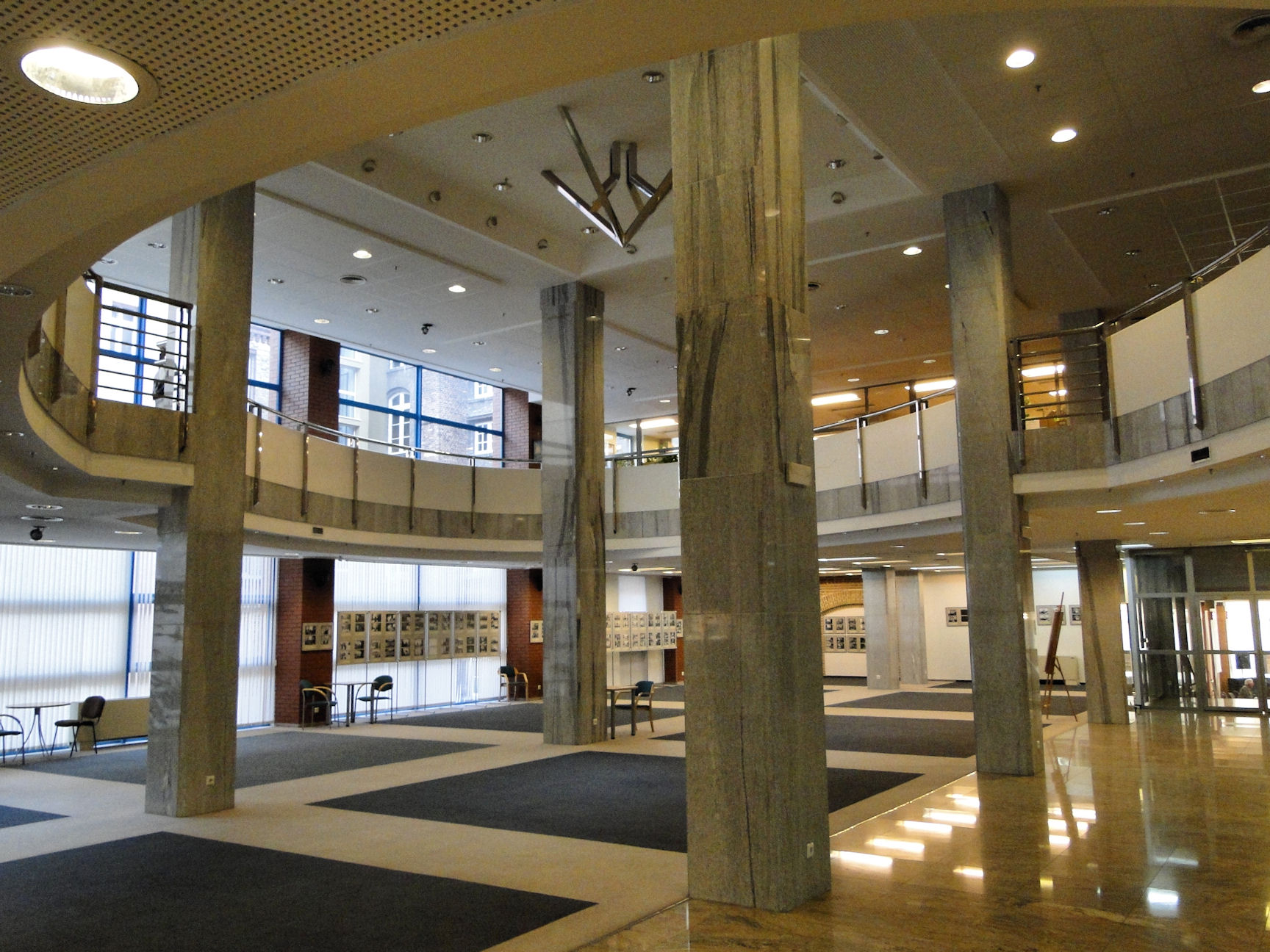
Wnętrze nowego skrzydła Biblioteki

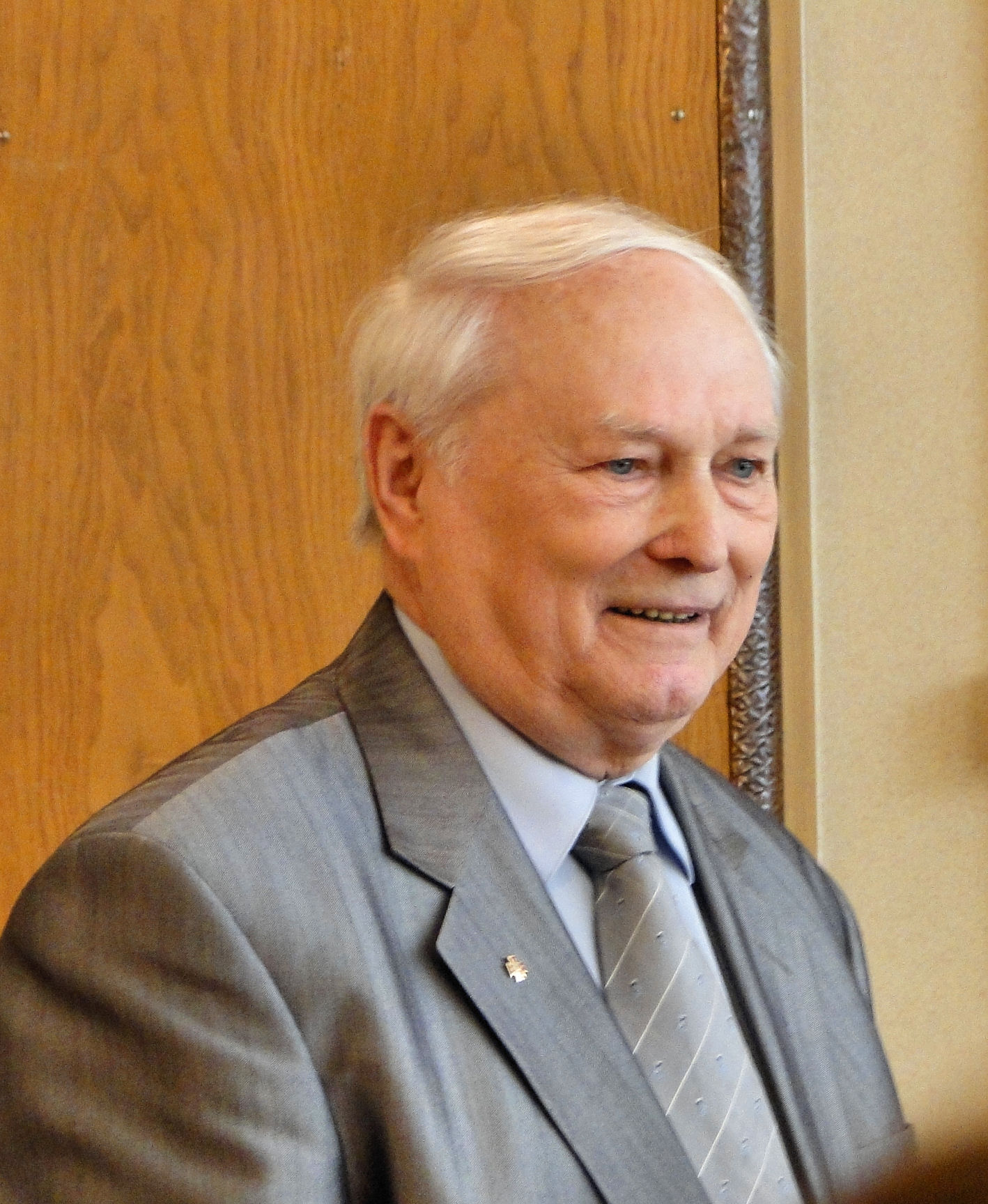
Stanisław Krzywicki – wieloletni dyrektor Biblioteki

12 lipca 1945 roku Biblioteka Miejska w Szczecinie, jako pierwsza polska książnica w zniszczonym mieście, wznowiła działalność. Rozpoczęto usuwanie skutków działań wojennych, porządkowanie księgozbiorów oraz przejmowanie i zabezpieczanie ocalałych ale rozproszonych zbiorów, m.in.: części księgozbioru Biblioteki Gimnazjum Mariackiego (niem. Marienstifts-Gymnasium) w Szczecinie, w którym znajdowały się pozostałości biblioteki biskupów kamieńskich, biblioteki książąt pomorskich w Szczecinie oraz Biblioteki Gimnazjum im. Petera Groeninga w Stargardzie (niem. Königliches und Gröningsches Stadtgymnasium), przechowującej książki z Kościoła Mariackiego w tym mieście. Pierwsze polskie książki biblioteka otrzymała w darze od osadników, którzy zostali tu przesiedleni z Kresów Wschodnich. W latach 1946–1951 na mocy decyzji politycznej część zbiorów naukowych przekazano w depozyt innym bibliotekom naukowym w kraju.
W 1947 r. rozpoczęła działalność Wojewódzka Biblioteka Publiczna. Z połączenia bibliotek: Miejskiej i Wojewódzkiej w 1955 roku utworzono Wojewódzką i Miejską Bibliotekę Publiczną, która objęła nadzorem całą sieć bibliotek publicznych w mieście i ówczesnym województwie szczecińskim.
Bogate zbiory oraz rozwijająca się działalność naukowa i oświatowa biblioteki zadecydowały, że w 1965 roku otrzymała ona status biblioteki naukowej, a od 1969 roku – egzemplarz obowiązkowy wszystkich druków ukazujących się w Polsce (jako jedna z 17 bibliotek w Polsce i jedna z dwóch bibliotek w północnej części kraju).
W 1966 roku, z okazji Tysiąclecia Państwa Polskiego, WiMBP nadano imię Stanisława Staszica, jednego z najwybitniejszych przedstawicieli polskiego Oświecenia. Biblioteka wciąż się rozwijała i rozbudowywała; w 1962 r. nowy łącznik scalił dwa przedwojenne budynki. W roku 1999 oddano do użytku gmach o powierzchni 10 tys. m². Głównym inicjatorem tej budowy był kierujący nią blisko 30 lat (1974–2003) Stanisław Krzywicki.
Na podstawie uzgodnień siedmiu wojewodów regionu Pomorza, 3 października 1994 roku Wojewódzka i Miejska Biblioteka Publiczna została przekształcona w Książnicę Pomorską – centralną bibliotekę Pomorza i otrzymała nowy statut.
Na mocy uchwały Rady Miejskiej z dnia 1 kwietnia 1995 r. powołano odrębną Miejską Bibliotekę Publiczną w Szczecinie, która przejęła prawie wszystkie filie biblioteczne Książnicy Pomorskiej.

## Działalność
Książnica Pomorska gromadzi, opracowuje, udostępnia na miejscu oraz wypożycza na zewnątrz zbiory, pośredniczy w wypożyczeniach międzybibliotecznych. Ze względu na bogaty księgozbiór, liczący około 1,5 mln jednostek – książek, czasopism i zbiorów specjalnych, Książnica Pomorska stanowi ważny warsztat pracy naukowej i dydaktycznej szczecińskiego środowiska naukowego. Spośród ok. 300 tys. czytelników, odwiedzających rocznie Bibliotekę, najliczniejszą grupę stanowią właśnie studenci, pracownicy naukowi i uczniowie.
Oprócz literatury naukowej, popularnonaukowej i pięknej dużym zainteresowaniem użytkowników cieszą się zbiory czytelni specjalistycznych: bogate zbiory dokumentujące przeszłość i teraźniejszość Pomorza Zachodniego; rękopisy i starodruki; zbiory ikonograficzne i dzieła sztuki: oryginalne obrazy, grafiki, rzeźby i reprodukcje; zbiory kartograficzne, dokumenty życia społecznego i normy; płyty analogowe i CD, książka mówiona, książki brajlowskie, książki z dużym drukiem; bazy danych; informacje bibliograficzne z różnych dziedzin wiedzy.
W 2009 r. uruchomiono Zachodniopomorską Bibliotekę Cyfrową „Pomerania” – cyfrową platformę Zachodniopomorskiego Systemu Informacji Regionalnej i Naukowej, umożliwiającą dostęp online do zbiorów historycznych i współczesnych, będących dziedzictwem narodowym bądź kulturowym tego regionu i dokumentujących jego rozwój.
Książnica Pomorska to miejsce wydarzeń ważnych dla rozwoju i promocji kultury. Organizowane są tu liczne wydarzenia kulturalne – wystawy, wykłady, promocje książek, spotkania literackie, prezentowane osiągnięcia twórców regionalnych.
Corocznie Biblioteka wydaje kilka własnych publikacji: nieprzerwanie od 1959 r. kwartalnik branżowy Bibliotekarz Zachodniopomorski, od 2001 r. – serię Monumenta Pomeranorum, przedstawiającą najważniejsze postacie z historii Szczecina i Pomorza a od 2004 r. serię Bibliotheca Buddhica Polonica, prezentującą najważniejsze teksty kultury i filozofii Dalekiego Wschodu. Ukazująca się od 1960 r. Bibliografia Pomorza Zachodniego (od 1999 r. dostępna online na stronach internetowych Książnicy Pomorskiej) rejestruje wybrane piśmiennictwo krajowe na temat Pomorza Zachodniego.
Od 1977 roku Książnica Pomorska nadaje osobom szczególnie zasłużonym dla rozwoju bibliotekarstwa i kultury na Pomorzu Zachodnim swoje najwyższe honorowe wyróżnienie – Złoty Ekslibris.
Książnica Pomorska jest także organizatorem i współorganizatorem istotnych dla rozwoju bibliotekarstwa, kultury i nauki konferencji. Regularnie w jej progach goszczą wybitne osobistości ze świata kultury, nauki i polityki. Biblioteka działa na rzecz integracji środowiska lokalnego, współpracuje z instytucjami kultury i bibliotekami w regionie, kraju i za granicą, a swoją różnorodną działalnością promuje region i kulturę polską.
Przy Książnicy działają wspierające ją organizacje: Zarząd Okręgu Stowarzyszenia Bibliotekarzy Polskich oraz powołane w 1989 r. Towarzystwo Przyjaciół Książnicy Pomorskiej.

## Czytelnie i wypożyczalnie
- Informatorium – katalogi
- Wypożyczalnia Główna
- Wypożyczalnia i Czytelnia Książki Mówionej
- Wypożyczalnia Międzybiblioteczna
- Czytelnia Główna
- Czytelnia Czasopism
- Czytelnia Pomorzoznawcza
- Czytelnia Młodzieżowa
- Biblioteka Niemiecka i Medioteka Języka Niemieckiego (partner: Goethe-Institut)
- Czytelnia Muzyczno-Fonograficzna – Sala im. Konstantego Ildefonsa Gałczyńskiego[3]
- Czytelnia Zbiorów Specjalnych w Sali im. Zbigniewa Herberta[4]
- Informacja Gospodarcza i Prawna – Czytelnia